# 2021 en Afrique du Sud
Chronologie de l'Afrique du Sud
- 2017
- 2018
- 2019
- 2020
- 2021
- 2022
- 2023
- 2024
- 2025

Cet article présente les faits marquants de l'année 2021 en Afrique du Sud, ou concernant le pays.

## Évènements
- 18 avril : incendie de la montagne de la Table au Cap en Afrique du Sud.
- 29 juin: l'ancien président d'Afrique du Sud Jacob Zuma est condamné par la Cour constitutionnelle d'Afrique du Sud à 15 mois de prison ferme, pour outrage à la justice, car Zuma avait refusé de se présenter en mai 2021 devant une commission anticorruption qui enquête sur des accusations de détournement de fonds publics sous sa présidence entre 2009 et 2018[1].

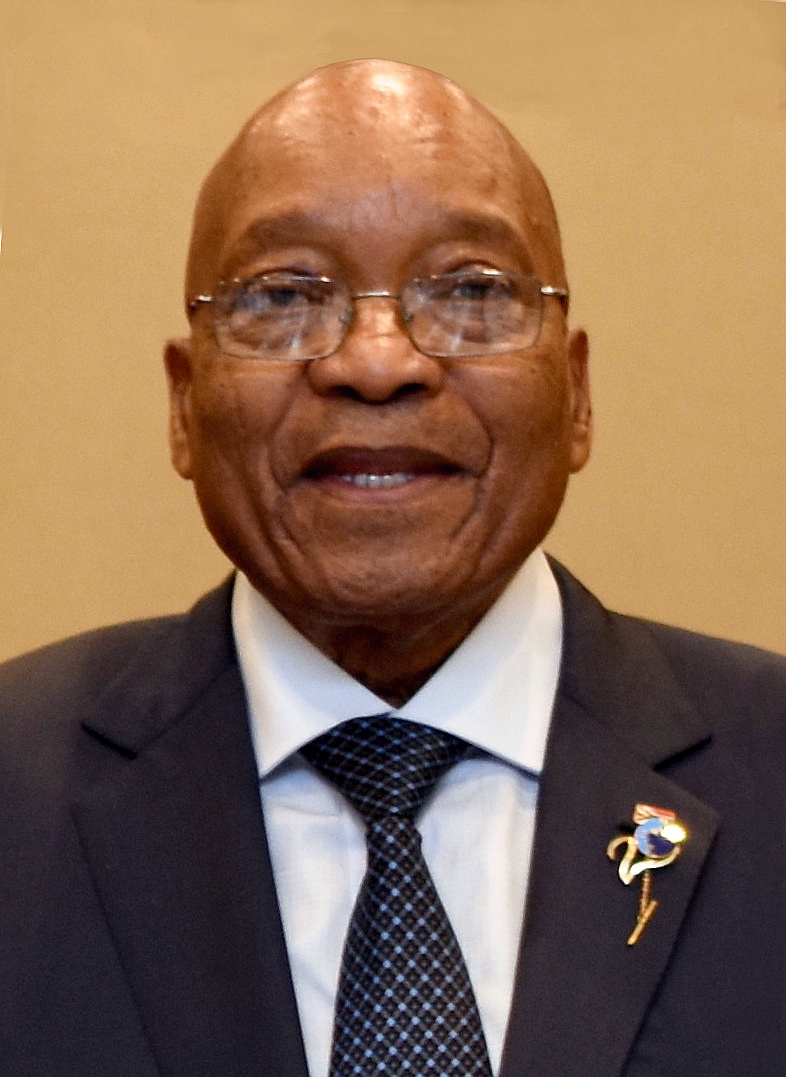
Jacob Zuma.

- À partir du 8 juillet : dans un contexte où la crise sanitaire et des tensions économiques ont fait monter des tensions au sein de la population sud-africaine, l'incarcération de l'ex-président d'Afrique du Sud Jacob Zuma - condamné le mois précédent à 15 mois de prison pour outrage à la justice - provoque plusieurs jours d'émeutes et de pillage de supermarchés dans les principales villes du pays, l'Armée est déployée à Johannesbourg et dans la province du KwaZulu-Natal - où se trouve la ville de Pietermaritzburg qui est l'une des plus touchées - le 12 juillet, date à laquelle 219 personnes sont arrêtées[2],[3].
- 1er novembre : élections municipales sud-africaines de 2021 afin d'élire les membres des 278 municipalités du pays, répartis en conseils municipaux, conseils métropolitains et districts municipaux. Les nouveaux élus auront notamment la tâche d'élire les maires, chefs des exécutifs locaux, ainsi que les présidents des conseils municipaux.

## Culture

### Cinéma
- Gaia (film, 2021).
- Je suis toutes les filles.
- Life on Mars (film, 2021).

## Sport
- Afrique du Sud aux Jeux olympiques d'été de 2020.
- Afrique du Sud aux Jeux paralympiques d'été de 2020.

### Cyclisme
- Saison 2021 de l'équipe cycliste Qhubeka NextHash.

### Escalade
- Championnats d'Afrique d'escalade 2021.

### Football
- Championnat d'Afrique du Sud féminin de football 2021.
- Championnat féminin du COSAFA 2021.
- Coupe COSAFA 2021.
- Championnat d'Afrique du Sud de football 2020-2021

### Rugby
- Currie Cup 2021.
- Pro14 Rainbow Cup.
- Saison 2021-2022 du United Rugby Championship.
- The Rugby Championship 2021.
- Tournée de l'équipe des Lions britanniques et irlandais de rugby à XV en 2021.